# Sonic the Hedgehog (Archie Comics)
Sonic the Hedgehog foi uma série de história em quadrinhos publicada pela Archie Comics desde 1993, e baseada no mascote da Sega e personagem título de sua série de jogos Sonic the Hedgehog.
A princípio foi criada para servir como marketing para as animações feitas pelo estúdio DiC Entertainment, principalmente em Sonic SatAM que foi lançado no mesmo ano, ao mesmo tempo que também trazia alguns elementos de comédia pastelão da série antecessora AoStH. Foi lançada a princípio como uma minissérie de quatro edições, porém diante das boas vendas dada ao fandom dos primeiros jogos na época prosseguiu para uma série oficial. Ao longo dos anos a série foi passando por várias mudanças drásticas, deixando de ser uma comédia infantil e passando a focar em histórias mais complexas, sombrias e agressivas, mas voltando a ter histórias mais leves depois. Nos últimos anos a história do gibi se aproximou mais do canôn dos jogos deixando de lado o contexto original da DiC que foi finalizado.

Publicações spin-off incluem Sonic Universe, uma série que apresentou histórias centradas em diferentes personagens laterais, chegando a sua 75ª edição a partir de abril de 2015; Knuckles the Echidna, com Knuckles como o principal protagonista com a ajuda de seus amigos, os Chaotix, que durou 32 edições; E Sonic X, um quadrinho baseado no anime japonês com o mesmo nome, que durou 40 edições. A série também teve dois crossovers com a série de quadrinhos Mega Man da Archie, com base nos videogames Mega Man da Capcom.
A edição final da série principal foi a edição # 290, lançada em dezembro de 2016. Em janeiro de 2017, a série geral experimentou um hiato abrupto sem qualquer divulgação oficial, e em 19 de julho de 2017, a página oficial de Sonic the Hedgehog anunciou que, depois de 24 anos, Sega e Archie Comics concluíram seu relacionamento, terminando a série. Dois dias depois, a Sega anunciou que a IDW Publishing lançaria uma nova série de quadrinhos de Sonic a partir de 2018.

## Enredo
Os quadrinhos seguem as aventuras de Sonic Ouriço e seus amigos, chamados de Lutadores da Liberdade (Freedom Fighters), que batalham contra o mal de Dr. Eggman. Inicialmente os quadrinhos serviram para divulgar e expandir a animação da DIC de 1993, até posteriormente se adaptar com mais fidelidade aos jogos.
As primeiras edições originalmente cobriam a saga contra Robotnik mostrada no desenho animado, com Sonic, Sally e seus amigos Lutadores da Liberdade (a princípio formado apenas por além deles, Tails, Rotor e Antoine) no esconderijo na floresta Knothole frequentemente indo enfrentar e se defender dos ataques de Robotnik que havia lhe tomado seu reino, Mobotropolis mudando o nome pra Robotropolis, e famílias no passado o transformando num lugar cibernético coberto por máquinas e transformando os habitantes em robôs. No decorrer da história Sonic e Sally vão ganhando novos aliados por Mobius como Bunnie Rabbot, Knuckles (que desenvolve sua própria história), Geoffrey St. John, Amy Rose, entre outros. Sally mostra determinação em querer resgatar seu pai que foi aprisionado em outra zona por Robotnik, enquanto Sonic procura se reunir com seu tio Chuck. Ao longo da história o rei é resgatado, e ao final da batalha Robotnik é morto com uma de suas invenções, o Aniquilador Final, que também acaba abrindo passagens para as outras zonas e universos.
Depois da batalha Sonic e seus amigos se reúnem com parte de seus familiares e conhecem Ixis Naugus, o antigo mago do rei que foi também foi banido para a Zona do Silêncio por Robotnik e estava procurando dominar o reino através de uma maldição jogada sobre o Rei. Após uma longa batalha contra ele sendo derrotado por Sonic e Tails eles também conhecem Nate Morgan, um velho parceiro traído de Robotnik que foi responsável por criar os anéis de força. No entanto no retorno pra Mobotropolis surge Robo-Robotnik, um variante robô de Robotnik de outro universo determinado a tomar seu lugar como Eggman, fazendo todos retornarem pra Knothole.
Após isso com o tempo uma série de mudanças drásticas acontecem na história como Amy crescendo (tomando seu design moderno dos jogos), o irmão e a mãe de Sally retornando para Knothole, Sonic passa a fazer amizade com Mina Mangusto e se distanciando de Sally, Knothole se desenvolvendo de uma vila para uma cidade, mais Overlanders (humanos) aparecendo em Mobius, Robotropolis sendo destruída, Eggman se tornando humano, bem como todos os Mobianos robotizados voltando ao normal. Posteriormente uma raça alienígena chamada Xorda surge desejando acabar com toda a vida em Mobius forçando todos os habitantes a se unirem para derrotá-los. Após isso Sonic é enviado para outro planeta no espaço numa explosão e com muita ajuda retorna a Mobius totalmente mudada, tendo grande parte sido dominada por Eggman.

## Personagens

### Personagens dos jogos
- Sonic, é o personagem título da revista. Um ouriço azul, cheio de energia e dotado de super-velocidade que luta contra a tirania de Robotnik e Eggman e seus exércitos de robôs. Cresceu como um jovem órfão tendo sido separado dos pais e seu tio quando pequeno por conta dos ataques de Robotnik, desde então rivalizando contra o cientista e se unindo aos Lutadores da Liberdade ao lado de Sally e seus amigos de infância. Nas primeiras edições mostrava um personalidade semelhante a de Sonic SatAM normalmente junto de Sally e os outros, porém após a derrota de Robotnik aos poucos passa adaptar a sua personalidade dos jogos se aventurando com Tails e Knuckles com mais frequência. Ele é filho de Jules e Bernadette e sobrinho de Charles Ouriço.

- Knuckles, o atual guardião da Ilha Flutuante/Ilha dos Anjos. No começo aparecia como um rival cabeça-dura pra Sonic apenas se importava com seu trabalho de guardião e se livrar de seus inimigos. Com o tempo ele foi formando sua equipe chamada Chaotix passando a lutar também pela paz de Móbius, ao mesmo tempo que no decorrer da história se reencontra com sua família perdida e também sua cidade natal Equidnapolis. No passado cresceu teve uma infância dura tendo sido abandonado e guiado secretamente pelo pai (Locke) tendo poucos amigos como Vector e Sally. No decorrer da história também desenvolve uma relação amorosa com Julie-Su, uma ex-aliada da Legião Sombria que se une a sua equipe.

- Tails, uma jovem raposa melhor amigo do Sonic dotado de voo graças as suas duas caudas. Nas primeiras edições durante o arco de Robotnik ele desempenhava um papel semelhante ao de Sonic SatAM sendo uma criança ingênua que frequentemente tentava imitar o Sonic, mas sempre impedido de entrar nas missões. Mais adiante passa a ser mais fundamental nas missões quando descoberto que ele era um "escolhido" pelos antigos espíritos de Mobius, passando assim a seguir mais Sonic em suas aventuras. Assim como Sonic e Knuckles cresceu órfão tendo seus pais (Amadeus e Rosemary) sequestrados por Robotnik, mas resgatados por uma raça alienígena no passado. Ele normalmente enxerga Sonic como seu irmão mais velho.

- Amy Rose, a maior admiradora do Sonic. Nas edições mais antigas ela aparecia como uma criança tão indefesa e impedida quanto o Tails. Posteriormente ela se torna um membro dos Lutadores da Liberdade após fazer um desejo com um anel mágico para crescer e ajudar os outros. Ela nasceu na Mércia e foi mandada pelo seu primo Rob Ou'riço para Knothole se proteger dos ataques de Robotnik. Tem habilidades lutando com um martelo chamado Piko Piko.

- Os Chaotix, é uma equipe formada por Knuckles para proteger a Ilha Flutuante durante a saga de Robotnik. Originalmente eles foram formados por Knuckles, Vector, Espio, Charmy, Mighty, Heavy e Bomb, os dois últimos tendo sido removidos rapidamente. Posteriormente outros personagens como Julie-Su, Ray e Saffron também se aliam a equipe.

### Personagens dos desenhos animados
- Sally, é uma jovem tâmia princesa da cidade Mobotrópolis, que fora dominada por Robotnik no começo da história. Foi a responsável por fundar a equipe dos Lutadores da Liberdade após o desaparecimento de seu pai durante a guerra. No decorrer da história ela entra num clima romântico com Sonic, bem como outros personagens como Geoffrey, Knuckles e Khan. É filha do Rei Max e da Rainha Alicia e tem como irmão Elias.

- Antoine, um coiote com sotaque francês metido e covarde membro dos Lutadores da Liberdade. Nas primeiras edições era frequentemente alvo de implicância do Sonic, porém mais adiante passou a demonstrar seu valor na equipe decidindo lutar para ajudar seus amigos além de passar a ser um bom amigo do Sonic. Ele possui uma inspiração pelo pai para ser membro da guarda real de Mobius, tendo habilidades com espada.

- Bunnie, uma coelha ciborgue membro da equipe dos Lutadores da Liberdade. No passado foi salva por Sonic antes de ser robotizada completamente por uma das máquinas de Robotnik ficando com suas pernas e braço robotizados, ganhando assim superforça. A princípio mostra interesse pelo Sonic porém mais adiante passa a entrar em um relacionamento com Antoine.

- Rotor, uma morsa cientista dos Lutadores da Liberdade. É o responsável normalmente por criar máquinas e aparelhos para ajudar seus amigos na batalha. Nas edições mais antigas ele raramente entrava em combate.

- Tio Chuck, o tio do Sonic que foi responsável pela criação do robotizador. No passado foi aluno de Nate Morgan (o criador dos anéis de força) e era um dos servos do Rei Max e cuidava de Sonic depois do desaparecimento de seus pais, até ser capturado por Robotnik e transformado em um robô. Com o tempo ele foi se libertando do controle e passando a ajudar Sonic e os outros na batalha.

- Rei Acorn, o pai da Sally e o antigo rei de Mobotrópolis. Na saga de Robotnik ele esteve durante um longo tempo preso na Zona do Silêncio onde foi amaldiçoado por Ixi Naugus e cristalizado. Depois que foi resgatado ele foi aos poucos se recuperando até reconquistar sua espada e coroa, porém posteriormente fica incapacitado novamente passando seu cargo para o filho Elias. Na realidade original seu nome verdadeiro era Maximilliam Acorn, sendo apelidado de Rei Max pelos personagens.

- Lupe, uma loba líder de uma esquadrão de lobos que são aliados dos Lutadores da Liberdade. A princípio apareceu na batalha contra Robotnik desejando salvar seu povo do vilão, posteriormente com o tempo desenvolve sua própria história separada.

### Vilões
- Dr. Eggman, o vilão central dos quadrinhos. Na série existem dois Eggmans, o primeiro chamado de Dr. Robotnik (livremente baseado no personagem dos desenhos animados) que foi o vilão nas primeira edições tendo sido o responsável por arruinar Mobius no passado provocando uma guerra entre Mobianos e Overlanders (humanos) afim de posteriormente dominar o reino de Mobotropolis robotizando os habitantes e fazendo ataques contra os Lutadores da Liberdade. Ele foi derrotado na edição 50 após um acidente com sua invenção Aniquilador Final. O segundo se trata de uma contraparte robótica do primeiro vinda de um universo paralelo desejando seguir os seus planos após a derrota, tendo mudado seu nome e aparência (mais similar a dos jogos) para Eggman, posteriormente se tornando humano.

- Snively, é o sobrinho e assistente de Robotnik (o primeiro vilão) responsável por fazer todos seus experimentos. No passado ele abandonou o pai almejando querer usar seu conhecimento para conquistar o mundo com seu tio, embora posteriormente conspire querer derrubar o mesmo para se tornar o vilão, sempre fracassando. Mais adiante passa a trabalhar pra Eggman.

- Ixi Naugus, o antigo feiticeiro do reino de Mobotropolis. Originalmente tendo nascido da fusão de três mobianos em busca de poder no passado serviu ao Rei Max e seu pai afim de querer dominar Mobius com sua magia. Por um instante já se aliou a Robotnik até ser traído e banido para a Zona do Silêncio. Em um momento na história ele se tornou o vilão principal após a morte de Robotnik com o Aniquilador Final após a fusão das zonas, porém desde seu retorno a Mobius já foi derrotado várias vezes por Sonic. Originalmente ele tinha dois capangas: Kodos Leão (ex-sargento do reino dos Acorns) e Uma Arachnis, que acabaram morrendo.

- Nack, um caçador de recompensas e criminoso em Mobius. Já chegou a ajudar Robotnik a capturar Sonic depois indo parar na cadeia, e posteriormente passa a agir por conta própria. Ele é membro de uma grande família de doninhas criminosos.

- Legião Sombria, aparecem normalmente em histórias focadas em Knuckles. São um grupo de equidnas exilados que atuam como a contraparte maligna da Irmandade dos Guardiões da Ilha Flutuante. O grupo foi formado originalmente por Dimitri (Enerjak), porém a princípio foi apresentado sendo comandado pelo seu descendente Kagrok. Depois que Dimitri perdeu seus poderes para Mamute Mogul ele retornou a liderança da equipe, porém posteriormente quando fica incapacitado passa seu lugar para sua descendente Lien-Da.

- Mamute Mogul, um mamute imortal e super poderoso que vive desde os tempos pré-históricos de Mobius. No passado ele ganhou poder supremo tendo um fragmento de uma Esmeralda do Caos presa em seu peito. Normalmente aparece algumas vezes antagonizando Sonic ou Knuckles em busca de querer se apossar de mais poder e dominar Mobius.

- Drago, um lobo criminoso. Originalmente apareceu de maneira súbita na batalha final contra Robotnik manipulando Hershey a incriminar Sonic e quase matar Sally, tendo sido contratado por Robotnik pra isso. Depois disso ele é exilado pra cadeia, porém consegue escapar depois formando aliança com outros fugitivos.

- Anti-Sonic, uma contraparte do mal do Sonic vindo de um universo alternativo. Apareceu como um antagonista recorrente nas primeiras edições, até a derrota de Robotnik ele e seus capangas atormentavam Sonic e os Lutadores da Liberdade causando caos. Posteriormente se torna verde e é rebatizado de Scourge.

- Xorda, uma raça alienígena que originalmente foram os responsável por transformar a Terra em Mobius no passado eliminando os humanos com uma bomba de genes que acabou derivando os Overlanders e os Mobianos milhares de anos depois. Em uma parte da história eles retornaram para exterminar os Mobianos assim como eles fizeram com os humanos, porém foram derrotados por Sonic e todo o resto dos habitantes de Mobius.

- Enerjak, uma semi-deus maligno espalhado em toda a força do caos. Enerjak era um Equidna pesquisador comum, que passou a investigar mais sobre as esmeraldas do caos, interessados, os antigos Espíritos concederam a ele, e sua esposa, Aurora-La, o domínio sobre a energia do caos para obterem mais conhecimento, entretanto, o Equidna acabou sendo corrompido e se voltando contra sua esposa, aliados e os próprios Espíritos. Seu poder de capacidade quase Onipotente, o tornou um ser basicamente invencível, com isso, a única solução para derrota-lo foi o espalhar por toda a força do caos. Ao longo dos anos, seu espírito encarnou em alguns Equidnas, sendo Dimitri, Knuckles e sua filha, Jani-ca (Lara-su) em uma realidade alternativa), na qual absorveu os poderes de Enerjak após derrotar o próprio pai, com a espada dos acorns, porém diferente dos anteriores, ela foi capaz de quebrar a possessão mental, se tornando uma "boa" Enerjak. Por conseguir usar todo o poder do caos, presume-se que ele é Semi-Onipotente, sendo assim, o vilão mais poderoso em todas as mídias de Sonic the Hedgehog até hoje, contudo, seus avatares não são capazes de usar seu máximo poder.

### Outros personagens
- Julie-Su, a namorada de Knuckles. A princípio fazia parte da Legião Sombria, porém decidiu mudar de lado quando conheceu Knuckles e com isso se juntou aos Chaotix ajudando-os na batalha contra a Legião e Dimitri. No decorrer da história ela e Knuckles passam a demostrarem sentimentos um pelo outro.

- Geoffrey St.John, um gambá líder de uma equipe secreta do Rei Max. A princípio apareceu durante como um aliado de Sally durante a batalha contra Robotnik e depois se tornou um rival para Sonic com quem constantemente se desentende e briga. Já demonstrou interesse por Sally anteriormente, porém mais adiante passa a mostrar sentimentos por Hershey.

- Mina, uma mangusto adolescente grande amiga do Sonic. Ela conheceu ele e os Lutadores da Liberdade quando Eggman começou seus ataques dominando Robotropolis. Desde então desenvolveu um amor obsessivo por Sonic a ponto de querer ajudá-lo nas batalhas. Posteriormente após a ida de Sonic ao espaço ela formou par com Ash e passou a tomar carreira como cantora. Ela possui poderes de super-velocidade e também habilidades de canto.

- Rob Ou'riço, o primo de Amy que vive na Mércia. Fisicamente semelhante ao Sonic e também sido baseado em Robin Hood, a princípio apareceu atuando como um herói protegendo sua terra dos ataques de um dos capangas de Robotnik que era o pai de Antoine robotizado. Posteriormente passou a fazer mais aparições ajudando os Lutadores da Liberdade na batalha contra Eggman.

- Nate Morgan, um Overlander (humano) negro e baixinho que foi o responsável pela criação dos Anéis de Força. No passado já foi parceiro de Robotnik quando ambos ainda viviam na civilização Overlander, porém após ser traído por uma fraude foi exilado e acabou formando aliança com o avô de Sally, o que não durou muito até ser exilado de lá também por culpa de Naugus. Ele foi encontrado por Sonic e Tails isolado numa região ártica em Mobius durante a saga de Ixi Naugus. Depois disso ele retorna para o reino até posteriormente ser capturado e robotizado por Eggman. Ele foi o antigo mentor do Tio Chuck.

## Histórico de publicação
A série em quadrinhos estreou nos Estados Unidos no início de 1993, dois anos após o lançamento do primeiro game em 1991 para o Sega Mega Drive. Os spin-offs da revista inclui a série Knuckles the Echidna, estrelando o personagem-título, que funcionou por 32 edições e 4 minisséries, cada uma estrelando um personagem da série. Em 21 de setembro de 2005, a Archie Comics começou uma nova série baseada na série de TV Sonic X. Em fevereiro de 2009, a série Sonic X foi substituída pelo Sonic Universe, um spin-off direto da Sonic the Hedgehog.
Além da série Sonic X, todas as comics do Sonic pela Archie Comics tem o mesmo lugar no universo ficcional (Sonic X tem lugar em uma dimensão diferente da série principal, apesar de cruzamentos entre os dois tenham ocorrido). Este universo apresenta uma mistura de personagens, as definições e histórias do desenho Sonic the Hedgehog (Sonic SatAM), os games do Sonic pela Sega, e várias outras encarnações do Sonic. Ele também inclui muitos elementos originais do universo de quadrinhos. Embora a série de jogos em curso continuar influenciando a série em quadrinhos, jogos e histórias em quadrinhos existem como continuidades totalmente diferente. Sonic the Hedgehog não deve ser confundido com o Sonic the Comic, que decorreu no Reino Unido e publicada mais edições apesar de funcionar por um tempo mais curto (devido aos quadrinhos publicados no Reino Unido serem mais frequentes do que no calendário dos Estados Unidos). Em outubro de 2009, houve 205 edições do original da série Sonic the Hedgehog. Além disso, a série foi reconhecida pelo Guinness World Records como a mais longa série em quadrinhos baseada em um personagem de videogame.

## Spin-offs
Durante os anos 90 a Archie Comics planejou em algumas minisséries em quadrinhos de 3 edições estreladas por outros personagens como Sally, Tails e Knuckles. Em nenhuma dessas minisséries Sonic aparece.
Com o sucesso que Knuckles estava fazendo a minissérie e os quadrinhos relacionados a ele se popularizaram entre o público, fazendo assim a Archie criar uma revista em quadrinhos própria para o Knuckles em 1997, Knuckles the Echidna que durou até 2000 com 32 edições.
Seguindo o sucesso dos novos personagens que apareceram nos jogos como Shadow, Blaze e Silver, a Archie criou em 2009 outra revista mostrando o universo expandido da franquia, intitulado de Sonic Universe que durou até o começo de 2017.
A Archie também produziu dois outros gibis baseados em outras marcas do Sonic, como o anime Sonic X e o desenho franco-americano Sonic Boom. Sonic X começou em setembro de 2005 e acabou após 40 edições, Sonic Boom começou em outubro de 2014 e acabou após 11 edições.